# معسكر بيرغن بيلسن
بيرغن بيلسن [ˈbɛʁɡn̩.bɛlsn̩]، أو بلزن، كان معسكر الاعتقال النازي في ما يعرف اليوم ساكسونيا السفلى في شمال ألمانيا، جنوب غربي مدينة بيرغن قرب سيل. تأسس أصلاً كمعسكر أسرى حرب،  عام 1943، أصبحت أجزاء منه معسكر اعتقال. كان هذا في البداية «معسكرًا للتبادل» (النقل أو عبور)، حيث تم احتجاز الرهائن اليهود بقصد استبدالهم بأسرى الحرب الألمان المحتجزين في الخارج. تم توسيع المخيم لاحقًا لاستيعاب اليهود من معسكرات الاعتقال الأخرى.
بعد عام 1945، تم تطبيق الاسم على معسكر النازحين الذي تم إنشاؤه في مكان قريب، ولكنه يرتبط غالبًا بمخيم الاعتقال. من عام 1941 إلى عام 1945، توفي هناك ما يقرب من 20000 أسير حرب سوفيتي و50.000 سجين آخرين. تسبب الاكتظاظ ونقص الغذاء والظروف الصحية السيئة في تفشي التيفوس والسل وحمى التيفوئيد والزحار، مما أدى إلى وفاة أكثر من 35000 شخص في الأشهر القليلة الأولى من عام 1945، قبل وبعد التحرير بوقت قصير.
تم تحرير المعسكر في 15 أبريل 1945 من قبل الفرقة المدرعة البريطانية الحادية عشرة. اكتشف الجنود ما يقرب من 60.000 سجين في الداخل، معظمهم نصف جوعى ومرضى بشدة،  و 13000 جثة أخرى ملقاة حول المخيم دون دفن. إن أهوال المخيم، الموثقة في الأفلام والصور، جعلت اسم «بيلسن» رمزا للجرائم النازية بشكل عام للرأي العام في العديد من البلدان في فترة ما بعد عام 1945 مباشرة. اليوم، هناك نصب تذكاري مع قاعة عرض في الموقع.